# Saccoloma kingii
Saccoloma kingii là một loài dương xỉ trong họ Saccolomataceae. Loài này được Parris mô tả khoa học đầu tiên năm 1992.
Danh pháp khoa học của loài này chưa được làm sáng tỏ. 